# Kurt Meier
Kurt Meier   (Suïssa, 6 d'abril de 1962) és un pilot de bob suís, ja retirat, que va competir durant les dècades de 1980 i 1990.
El 1988 va prendre part en els Jocs Olímpics d'Hivern de Calgary, on guanyà la medalla d'or en la prova de bobs a quatre del programa de bob. Formà equip amb Ekkehard Fasser, Marcel Fässler i Werner Stocker. Sis anys més tard, als Jocs de Lillehammer, guanyà la medalla de plata en la mateixa prova, aquesta vegada fent equip amb Gustav Weder, Donat Acklin i Domenico Semeraro.
En el seu palmarès també destaquen dues medalles d'or al Campionat del món de bob, així com un or i un bronze al Campionat d'Europa de bob.